# Мосеев, Леонид Николаевич
Леони́д Никола́евич Мосе́ев (род. 21 октября 1952, Касли, Челябинская область) — советский легкоатлет, чемпион Европы в марафоне (1978), Заслуженный мастер спорта СССР (1978). Почётный гражданин Челябинска (1996).

## Биография
В 1969 году окончил среднюю школу в посёлке Вахрушево. В старших классах тренировался у Владимира Неделичева, десятиборца, кандидата в мастера спорта. Хотел поступить в Челябинский педагогический институт, но на вступительных испытаниях не прошёл из-за сочинения. Тогда Неделичев посоветовал Леониду поступать в Магнитогорское педагогическое училище, которое затем Мосеев окончил в 1972 году. Там познакомился с тренером Василием Ивановичем Петровым, который впоследствии работал с Леонидом на протяжении всей его спортивной карьеры.
После училища вслед за своим тренером переехал в Челябинск и поступил в филиал Омского института физкультуры. Первый раз пробежал марафон на Спартакиаде в 1975 году и занял на нём второе место. На Олимпийских играх в Монреале в марафоне занял 7-е место.
В 1977 занял третье место на Кубке Европы на дистанции 10 000 метров. В том же году Универсиаде выиграл золотую и бронзовую медаль в беге 10 000 и 5000 метров. Три раза участвовал в чемпионате мира по бегу по пересечённой местности. В 1977 и 1979 в командном зачёте выиграл бронзу, а в 1980 в индивидуальном зачёте стал 7-м. На московской Олимпиаде в марафоне занял 5-е место. На своём последнем соревновании — чемпионате Европы в 1982 году он стал 16-м.
Является трёхкратным победителем матчей СССР — США, в том числе в 1977 и 1978 годах. Неоднократно побеждал на чемпионатах СССР на марафонской дистанции (последний раз — в 1982 году). Участвовал в 40 крупнейших соревнованиях.
С 1985 года работает тренером в спортобществе «Динамо», с 1999 года — в СДЮСШОР № 2 по лёгкой атлетике им. Л. Н. Мосеева.
С 1992 года неоднократно принимал участие в Бостонском марафоне.